# Johann Christoph Jäger
Johann Christoph Jäger (auch Jaeger; * 1. März 1740 in Nürnberg; † 1816 in Frankfurt am Main) war ein deutscher Chirurg.

## Leben
Jäger wurde als Sohn des Stadt- und Bauamtswundarztes der Stadt Nürnberg geboren. Er erhielt zunächst Unterricht von Hauslehrern und wurde anschließend Schüler der Nürnberger Heilig-Geist-Lateinschule. Dabei bekam er weiter Privatunterricht. Obwohl Jäger eigentlich Theologie studieren wollte, drängte ihn der Vater zur Ausbildung als Chirurg. Seine Ausbildung begann 1753, intensiver nachdem er 1754 die Schule verließ. Die erste Ausbildung besorgten neben seinem Vater die Mediziner Gegel, Philipp Ludwig Wittwer und Schulze, bei denen er Vorlesungen hörte und an Demonstrationen teilnahm. Außerdem konnte er sein Studium durch die Lektüre umfangreicher chirurgischer Literatur ergänzen.
Jäger kam 1759 zum Stadtwundarzt nach Augsburg. Dort bekam er die Möglichkeit Hörer von Johann Andreas Deisch zu werden. Nach einer Studien- und Praxisstation in Frankfurt am Main bei einem Chirurgen Nordmann und dessen Assistenten Johann Gottlieb Grasemann (* um 1742), Vater des Christian Heinrich Grasemann, sowie am Frankfurter Judenhospital, war er 1762 und 1763 in Bremen. Dort war er am Englischen Hospital sowie am Neustädter Hospital in theoretischer wie praktischer Ausbildung. Von 1764 bis 1766 war er in Hamburg tätig und war in dieser Zeit als Schiffschirurg auf Fahrten nach Grönland und in die Davisstraße engagiert.
Jäger kam 1766 schließlich nach Frankfurt am Main. Dort legte er unter dem Vorsitz von Johann Christian Senckenberg sein chirurgisches Examen ab. Er war Magister der Chirurgie und lehrte anschließend auch die Chirurgie. In Frankfurt wurde er schriftstellerisch tätig und schließlich zum geschworener und Garnisons-Wundarzt, als welcher schließlich 1816 verstarb.

## Schriften (Auswahl)
- Vermischte chirurgische Cautelen für angehende Praktiker der Wundarzneikunst, 4 Bände, Jäger, Frankfurt am Main 1788–1791 (Band 1 als: Fünfzig chirurgisch-praktische Cautelen für angehende Wundärzte).
- Grundriß der Wundarzneykunst in den ältern Zeiten der Römer. Oder A. Cornel. Celsus Siebentes und Achtes Buch von der Arzneykunst. Aus dem Lateinischen übersetzt und mit Anmerkungen versehen, Gruner, Frankfurt am Main 1789.
- Beiträge zur Erläuterung der Entstehungsursachen und der Heilarten des Gliedschwamms nach eigenen Erfahrungen., Frankfurt am Main 1789.
- Beiträge zur Kriegsarzneiwissenschaft, 3 Bände, Jäger, Frankfurt am Main, 1794–1796.